# Nyctibates corrugatus
Nyctibates é um género de anfíbios da família Arthroleptidae. Está distribuída pela Nigéria, Camarões e Guiné Equatorial. A sua única espécie é Nyctibates corrugatus.